# Мехдиев, Рамиль Гурбанович
Мехди́ев Рами́ль Гурба́нович (род. 6 октября 1988, Москва) — танцовщик, солист Ансамбля народного танца имени Игоря Моисеева. Заслуженный артист России (2017). Заслуженный артист Калмыкии 2012. Хореограф по фигурному катанию.

## Биография
В 6 лет Рамиль начал заниматься танцами в хореографической студии «Адажио», первыми учителями были Л. Ю. Капралова и Г. А. Тишкова.
В 2007 году с отличием окончил Школу-студию (училище) при Государственном академическом ансамбле народного танца под руководством Игоря Александровича Моисеева.
В 2012 году окончил балетмейстерский факультет Российского Университета Театрального Искусства — «ГИТИС», по специальности «Искусство хореографа», руководитель курса — Л. М. Таланкина.
С 2005 года — артист балета Государственного академического ансамбля народного танца имени Игоря Моисеева.
В 2015 году вышел фильм «Балет Моисеева. В плену у гения», рассказывающий о профессии артиста ансамбля.
В 2019 году окончил с отличием магистратуру Московского педагогического государственного университета по направлению подготовки «Педагогическое образование».
С 2021 года работает преподавателем в Российском университете спорта «ГЦОЛИФК».
В 2023 году получил третье высшее образование в МГУ им. Ломоносова.
Работает хореографом по фигурному катанию в команде Нины Михайловны Мозер («MozerTeam»).
Член жюри телепроекта о детском и юношеском творчестве «Большие и маленькие» на телеканале «Россия-Культура».

## Награды и премии
- Диплом VII фестиваля «Юные таланты Московии» в номинации «Народный танец» (2002)
- Стипендия Министерства культуры Российской Федерации за 2003—2004 год
- Стипендия Федеральной стипендии «Юные дарования» за 2005—2006 год
- Победитель Общероссийского конкурса «Молодые дарования России» (2006)
- Лауреат 2 премии на III молодёжном фестивале — конкурса им. Бориса Брунова в номинации «Эстрадный танец» (2008)[2]
- Первая премия «Лучшая балетмейстерская работа» ХХ Фестиваля — конкурса самостоятельных творческих студенческих работ (2009)
- Благодарность Министра Культуры Российской Федерации за вклад в развитие культуры, достигнутые успехи в области хореографического и музыкального искусства (2011)
- Почетное звание «Заслуженный артист республики Калмыкия» (2012)[3]

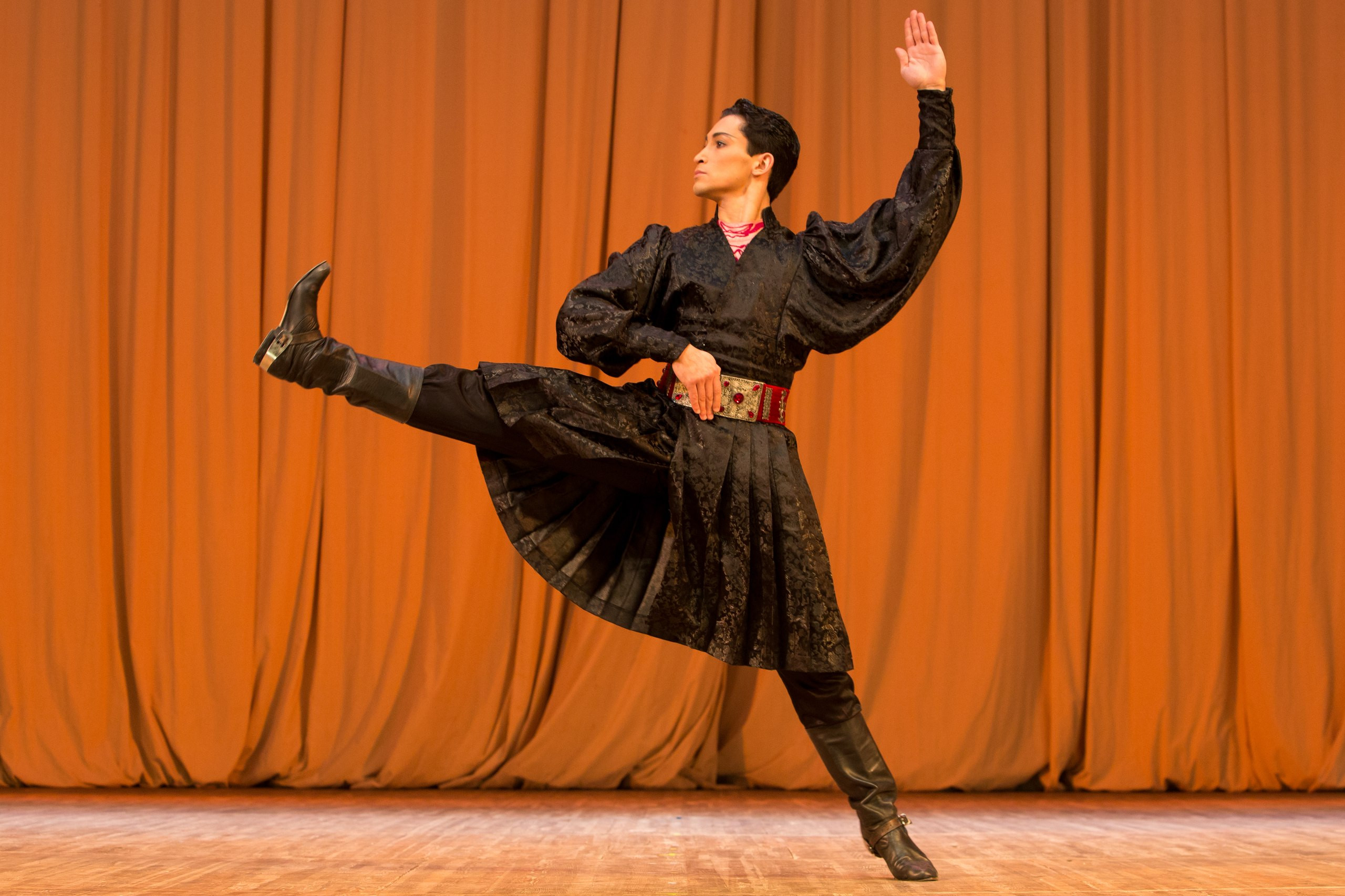
Калмыцкий танец.

- Лауреат премии «Душа танца» журнала «Балет» в номинации «Восходящая звезда» (2012)[4]
- Гран-при V Международного фестиваля-конкурса сольного танца имени Махмуда Эсамбаева (2013)[5]
- Всероссийский конкурс артистов балета и хореографов в номинации «Характерный и народно-сценический танец» I премия (2014)[6]
- Почетное звание «Заслуженный артист Российской Федерации» (2017)